# Mionochroma aureotinctum
Espèce
Mionochroma aureotinctum est une espèce d'insectes coléoptères de la famille des Cerambycidae, de la sous-famille des Cerambycinae et de la tribu des Callichromatini.

## Historique et dénomination
Cette espèce a été décrite par l'entomologiste britannique Henry Walter Bates  en 1870 sous le nom initial de Callichroma aureotinctum , reclassé par Schmidt dans le genre Mionochroma en 1924. Le nom complet est Mionochroma aureotinctum.

### Synonymie
- Callichroma aureotinctum (Bates, 1870) protonyme
- Callichroma (Mionochroma) aureotinctum (Bates) par Schmidt en 1924
- Callichroma (Mionochroma) aurosum (Schmidt, 1924)
- Callichroma aureotincta (Bates) mauvaise orthographe
- Mionochroma aurosum (Schmidt) mauvaise orthographe

## Répartition[1]
Brésil et Guyane.

## Articles liés
- Callichromatini
- Galerie des Cerambycidae
- Liste des Cerambycinae de Guyane